# Svenska Spetsbergenexpeditionen 1864

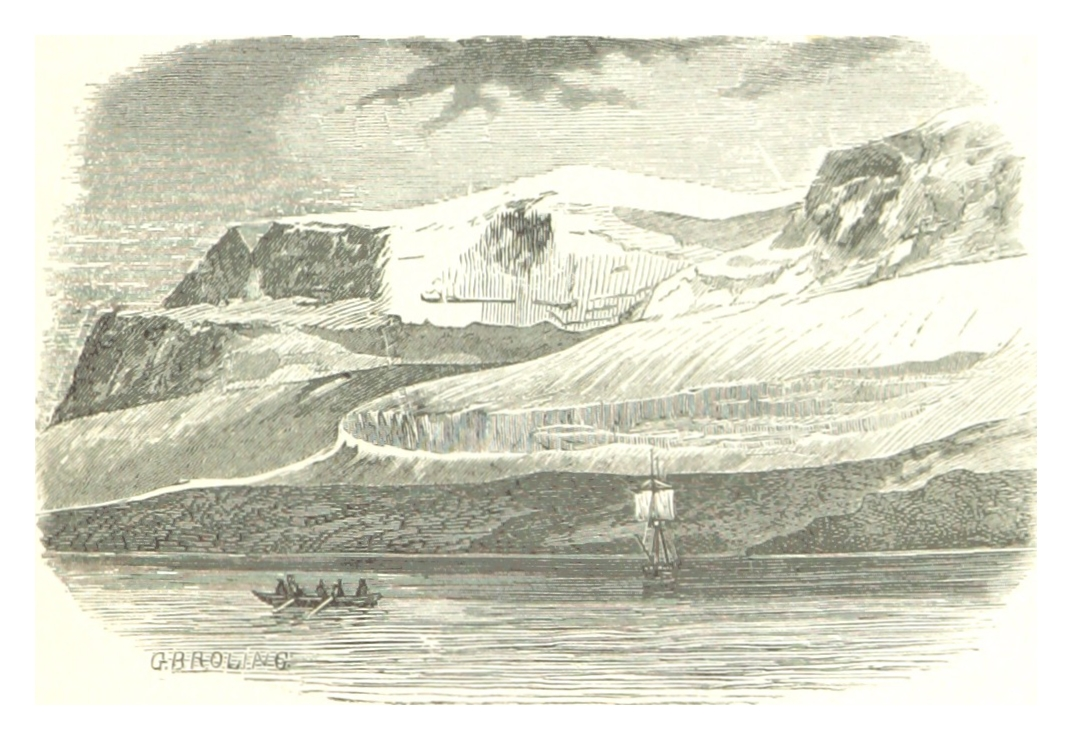
Spetsbergen

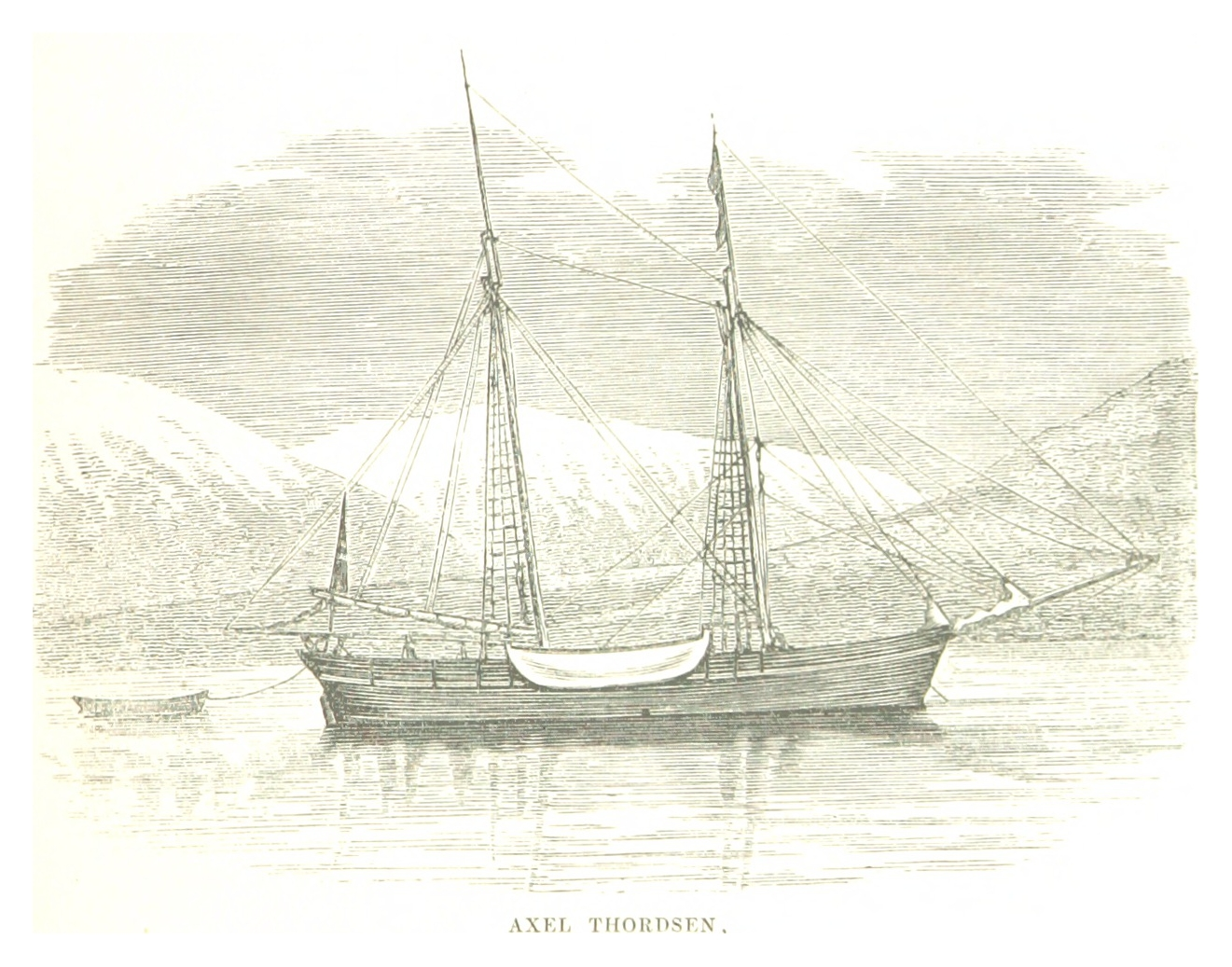
Axel Thordsen

Svenska Spetsbergenexpeditionen 1864 genomfördes under ledning av Adolf Erik Nordenskiöld med fartyget Axel Thordsen.
Expeditionen hade till syfte att utforska Spetsbergen och hade tre medlemmar i forskargruppen: Nordenskiöld som ledare, astronomen Nils Dunér och zoologen Anders Johan Malmgren. 

## Björnön
Expeditionen lämnade Tromsø tidigt på morgonen den 7 juni 1864. På vägen till Spetsbergen stannade fartyget först på Bjørnøya, som ligger mitt emellan Tromsø och den sydligaste delen av Spetsbergen. Nordenskiöld ritade då en karta av den då ganska okända ön. Denna karta användes sedan under 30 år, tills en uppdaterad karta utgavs 1899 av Theodor Lerner. Efter två dagars uppehåll seglade fartyget vidare till Spetsbergen utan större problem.

## Spetsbergen
Framme på Spetsbergen satte Nordenskiöld och de andra forskarna igång med att samla in geologiska prover och mäta in bergen. Resten av manskapet ägnade sig åt att jaga renar och säl för att få proviant. Expeditionen förlitade sig i hög grad på jakt, inte minst jakt på ren.  
De kom tillbaka til Tromsø den 13 september 1864.

## Fartyget Axel Thordsen
Huvudartikel: Axel Thordsen
Skeppet Axel Thordsen byggdes 1810 och var 60 fot lång. Det var byggt i ek för att tåla de hårda väderförhållandena i Nordatlanten, ursprungligen som kanonbåt för den norska marinen. Efter att ha legat upplagd under 30 år och blivit omodern, såldes hon till norska privatpersoner i Tromsø, vilka riggade om henne till en skonare. Axel Thordsen hyrdes av polarexpeditionen för fyra månader, och besättningen utökades med tre personer för att kunna bemanna roddbåtarna.
Axel Thordsen hade också med sig fyra roddbåtar, varav två införskaffades extra av expeditionen, för att ta sig i land på ställen där det inte gick att segla in till stranden.
Fartyget kom tillbaka till Tromsø den 13 september 1864.

## Bildgalleri

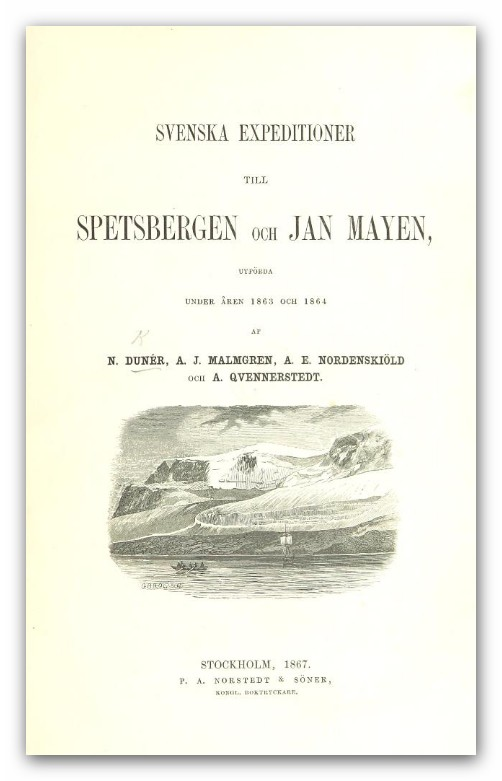
Bokomslag 1867
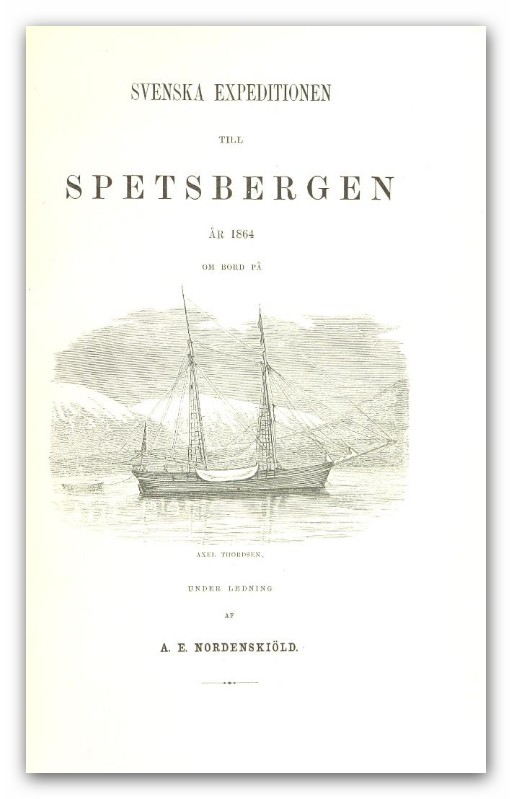
Bokomslag
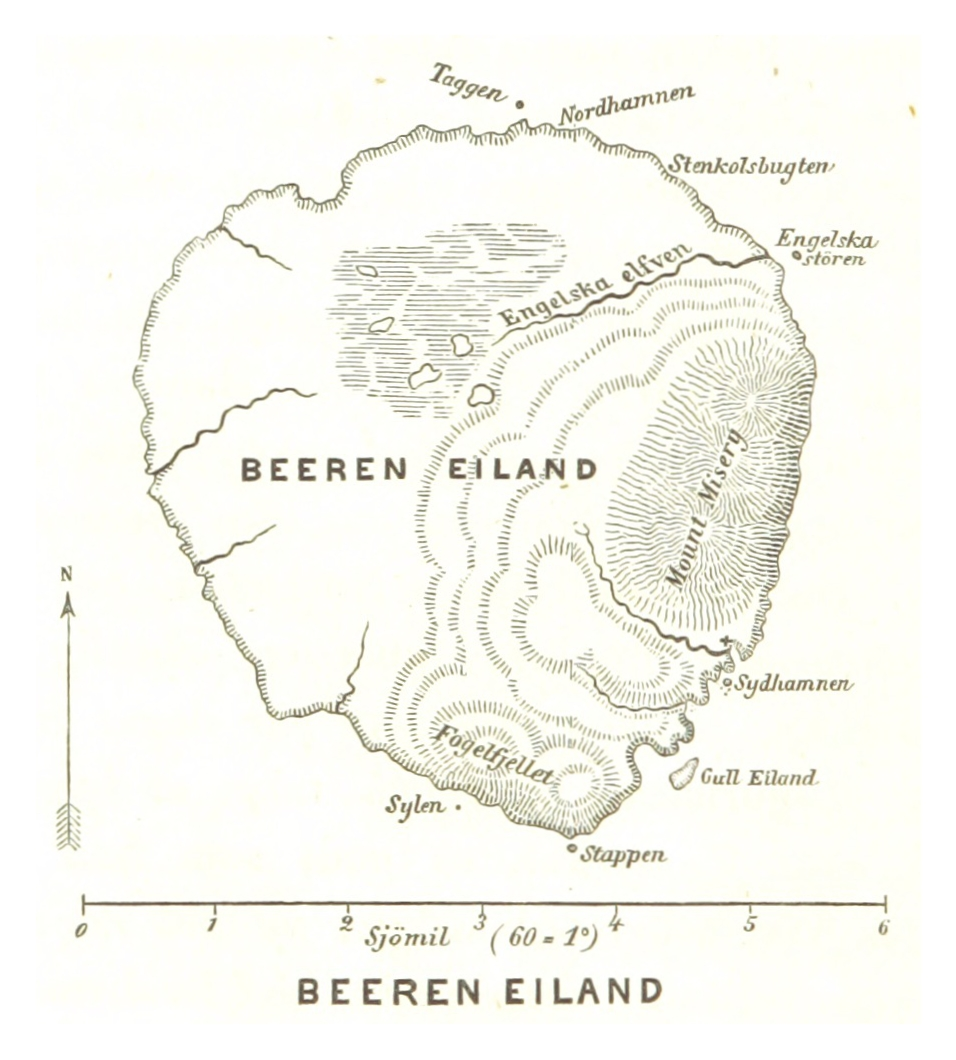
Nordenskiölds karta över Björnön 1864
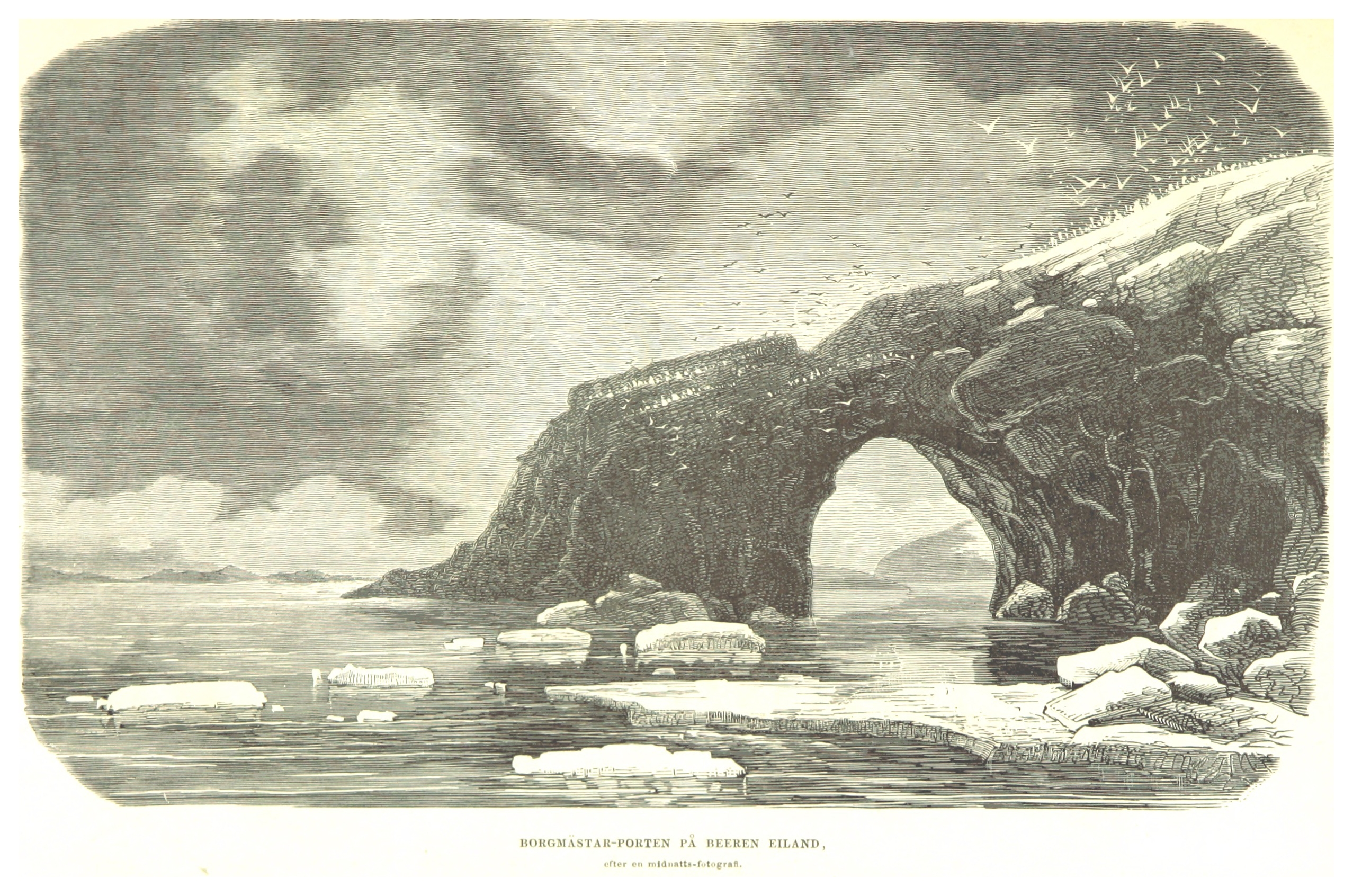
Borgmästarporten på Björnön
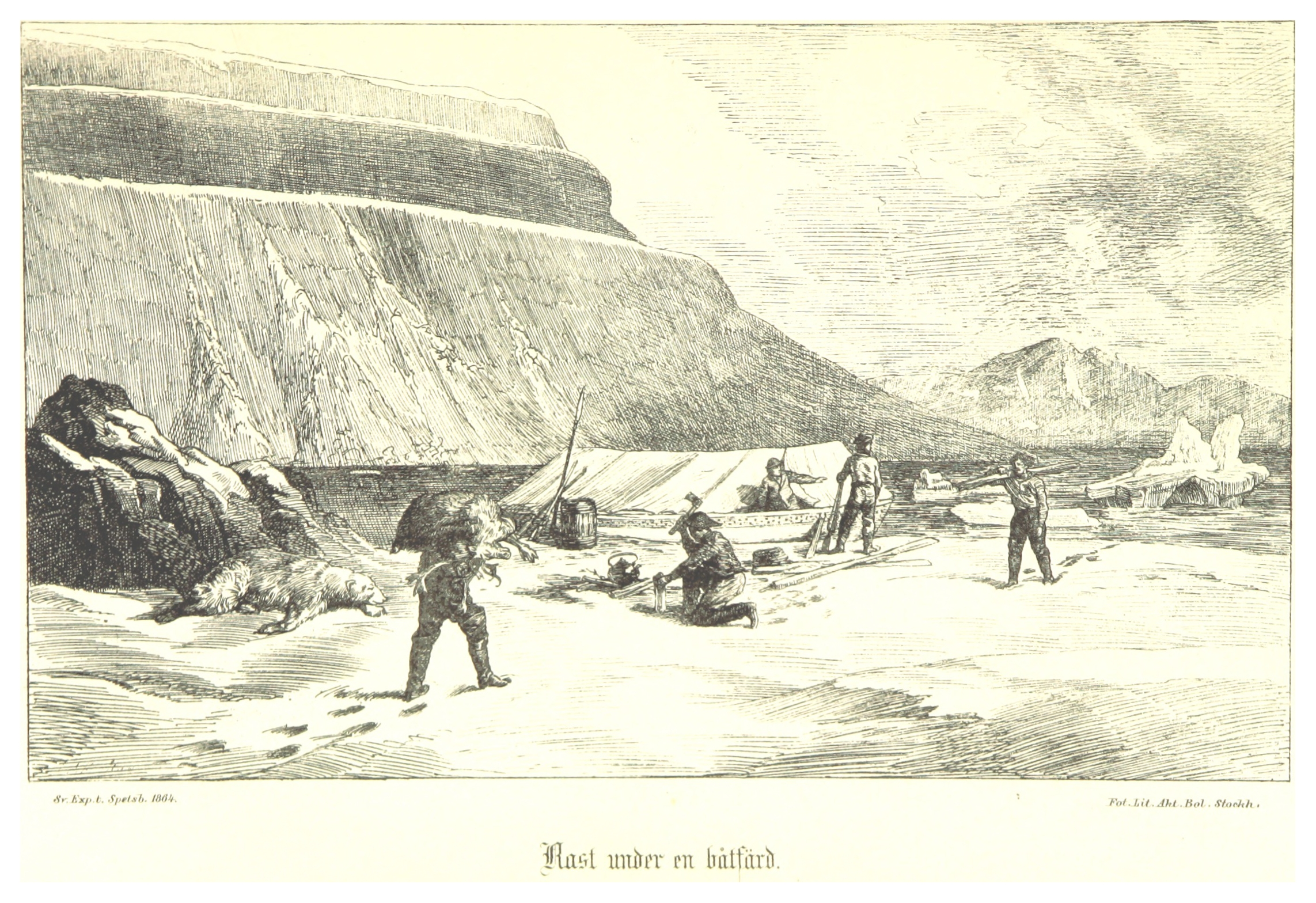
Rast under en båtfärd
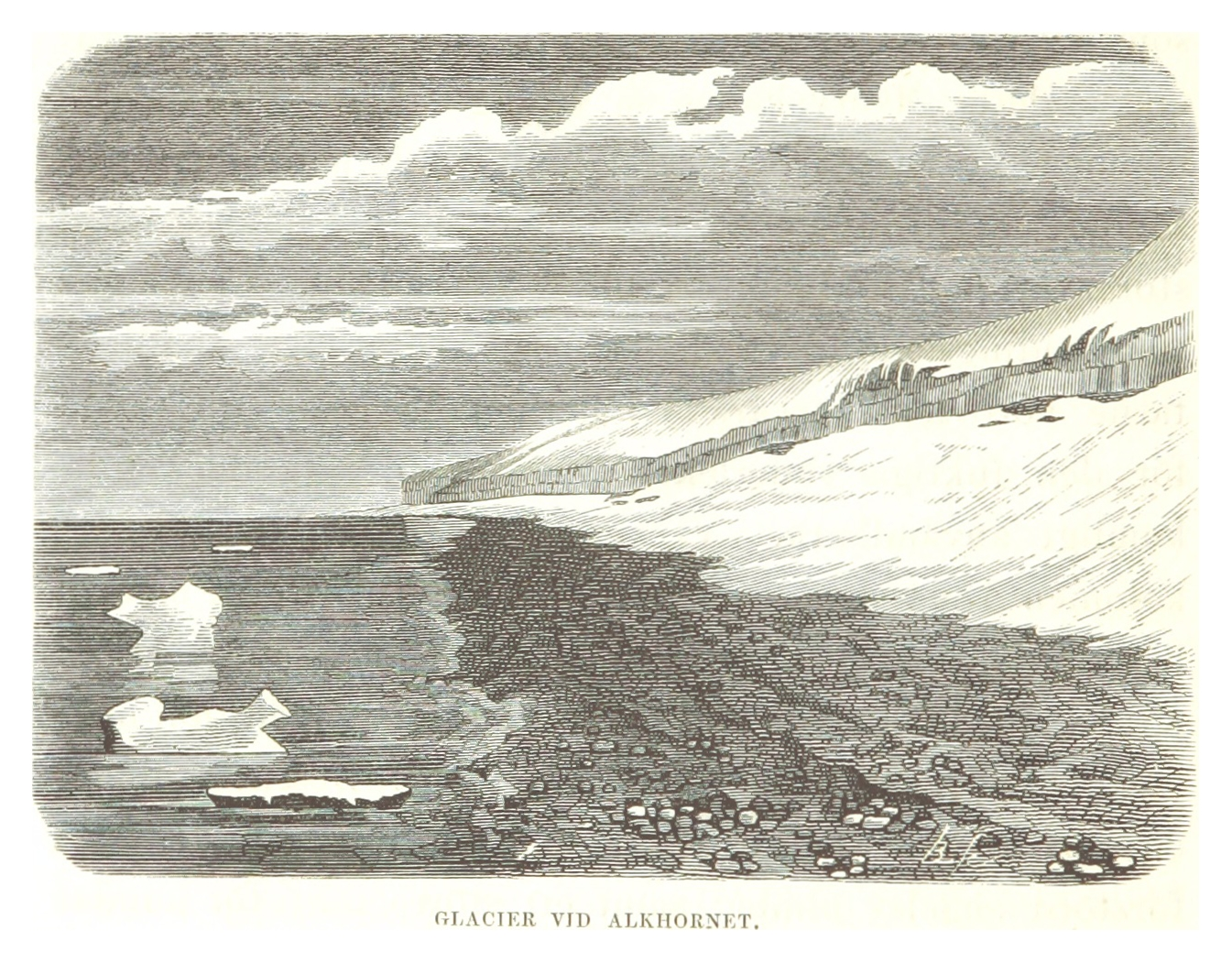
Glaciär vid berget Alkhornet på västra Spetsbergen